# Santuario Futarasan
El Santuario Futarasan (二荒山神社 Futarasan-jinja?) es un santuario sintoísta en la ciudad de Nikkō, prefectura de Tochigi, Japón. Su nombre oficial es Santuario Nikkō Futarasan (日光二荒山神社 Nikkō Futarasan-jinja?), para distinguir al santuario ubicado en Utsunomiya, que tiene el mismo nombre. Se encuentra dentro del parque nacional de Nikkō al pie del monte Nantai y cubre una superficie de 3.400 hectáreas, con una gran cantidad de bosques en su terreno. Forma parte del conjunto Santuarios y sienes de Nikkō, declarado como Patrimonio de la Humanidad por la UNESCO en 1999.

## Historia
Fue fundado en 767 por el monje budista Shōdō y originalmente fue un templo budista, pero luego fue transformado en un santuario sintoísta. Se le rinde tributo a los kami Ōkuninushi, Takirihime y Ajisukitakahikone, que son representados respectivamente por el monte Nantai, el monte Nyohō y el monte Tarō. El santuario está compuesto de varios edificios, construidos en diferentes épocas, aunque la mayoría fueron realizados a comienzos del Periodo Tokugawa.
El recinto principal Honden, y su edificio vecino Haiden; fueron construidos en 1619. El primero fue trasladado en 1645, y el segundo reconstruido este mismo año para aprovechar el espacio dejado por su vecino. El recinto Shin-yosha fue construido en 1617, como un lugar de veneración parte del santuario Tōshōgū, pero fue trasladado en dos ocasiones, en 1638 y en 1641, formando parte actualmente de Futarasan-jinja. Conserva su estilo arquitectónico original, y se lo considera como la fuente de información más antigua del estilo utilizado en las primeras etapas de construcción de Tōshōgū.

## Características
El santuario está compuesto por varias estructuras, 23 de las cuales están nombradas como "bienes culturales importantes" por el gobierno japonés:
- Shinkyō (神橋?   «puente sagrado»): se ubica en las afueras del santuario y cruza el río Daiya, fue construido en el período Muromachi y renovado en 1636;[3]
- Honden (本殿?): es el santuario principal y fue construido en 1619 y trasladado en 1645 en su lugar actual;[4]
- Santuario Mitomo (朋友神社 Mitomo-jinja?): fundado en 848, es un pequeño santuario al que se le rinde tributo al kami Sukunahikona, teniendo un festival el 15 de mayo;
- Santuario Hie (日枝神社 Hie-jinja?): fundado en 848, es un pequeño santuario al que se le rinde tributo al kami Ōyamakui, teniendo un festival el 15 de junio.

El principal festival del Santuario Futarasan es el Festival de Yayoi (弥生祭 Yayoi-sai?), que se celebra entre el 13 y 17 de abril.

## Galería

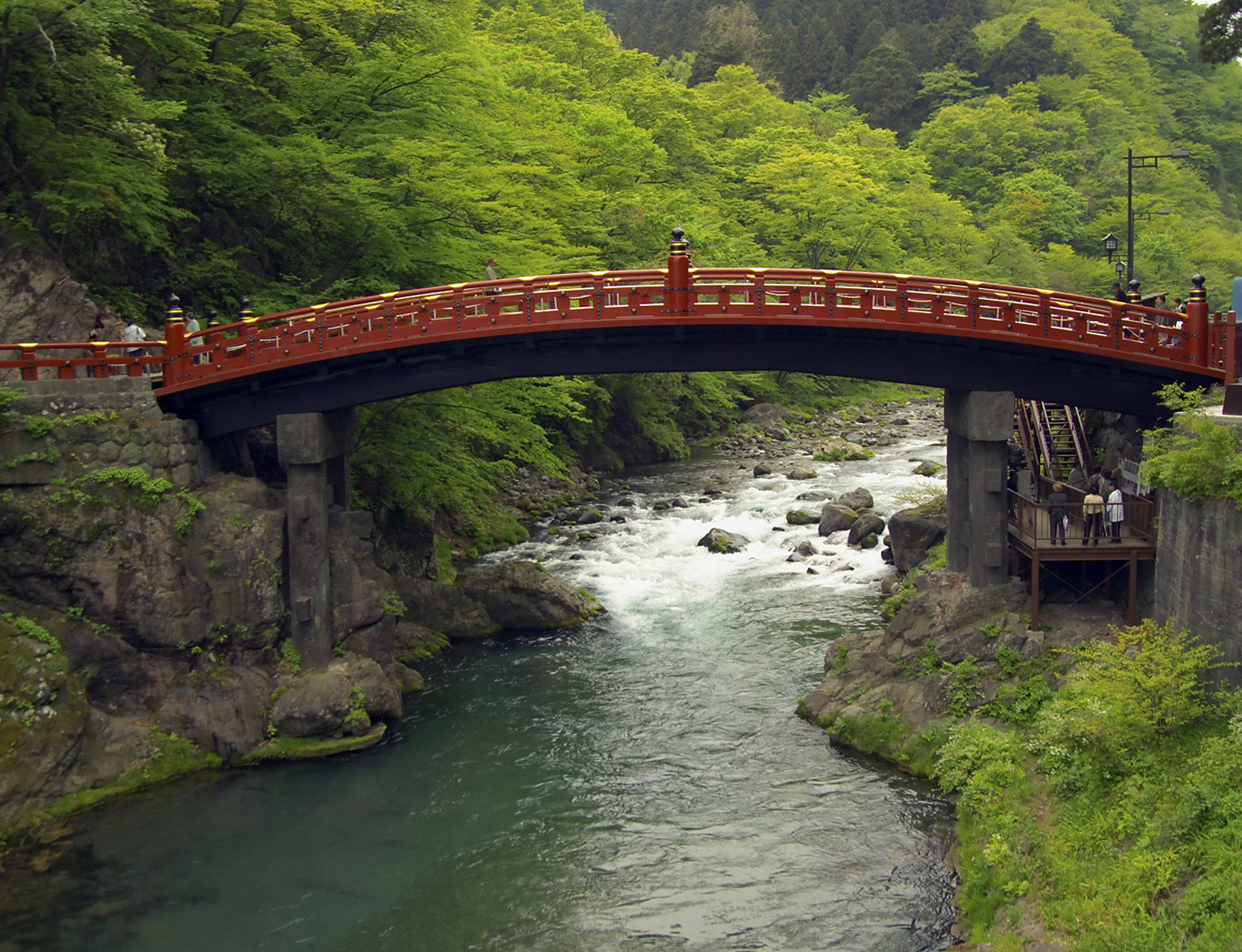
Shinkyō.
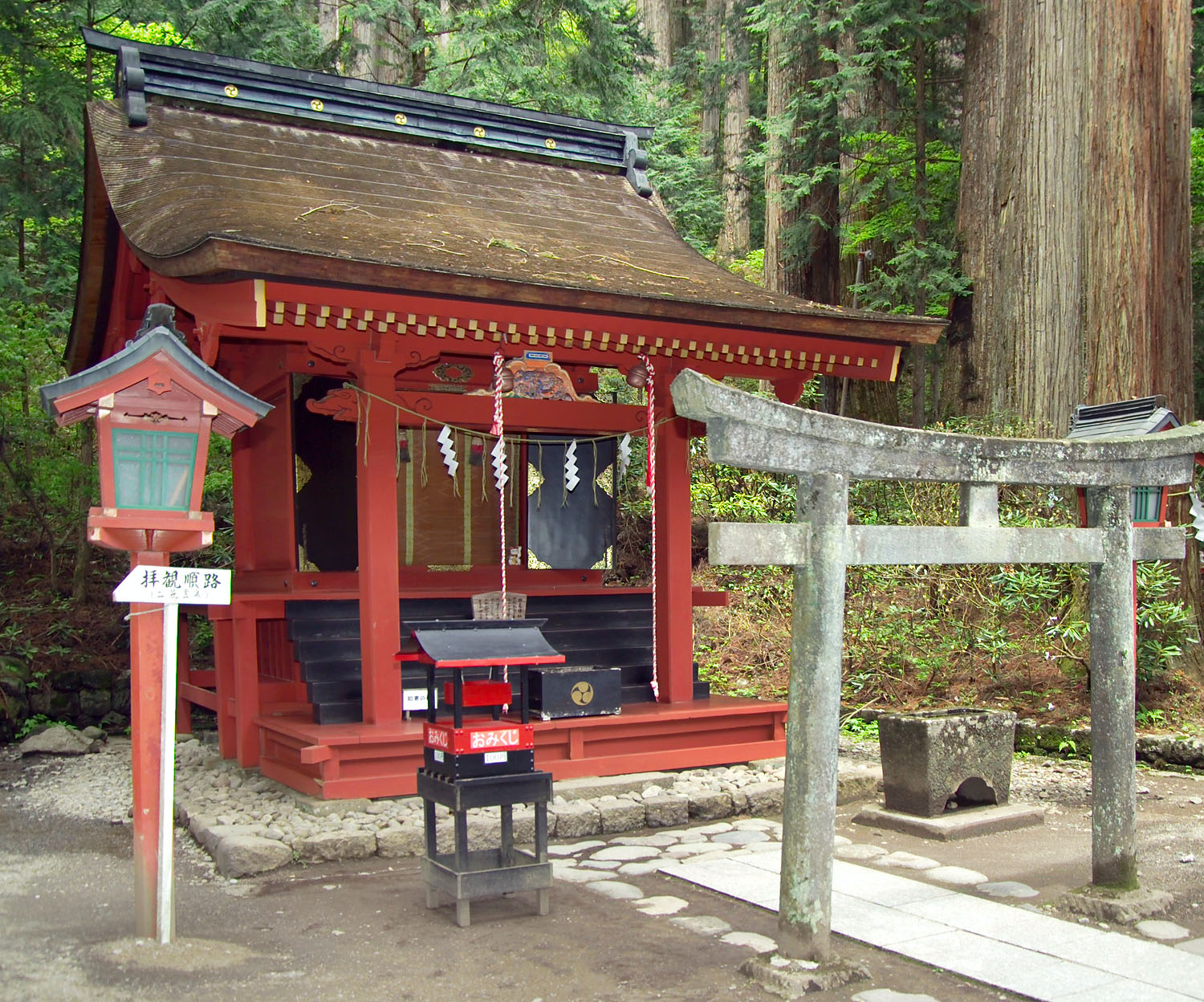
Santuario Mitomo.
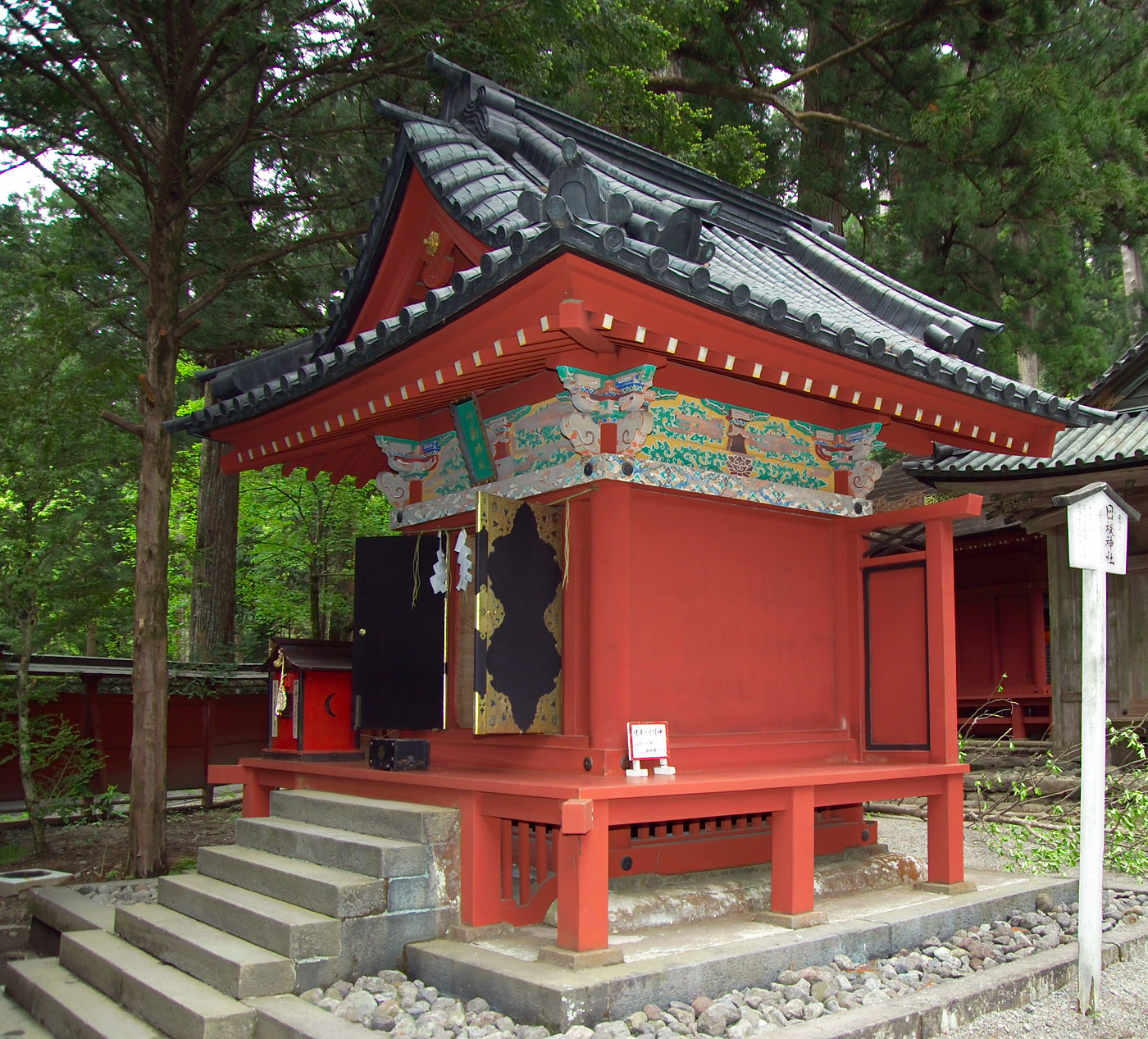
Santuario Hie.
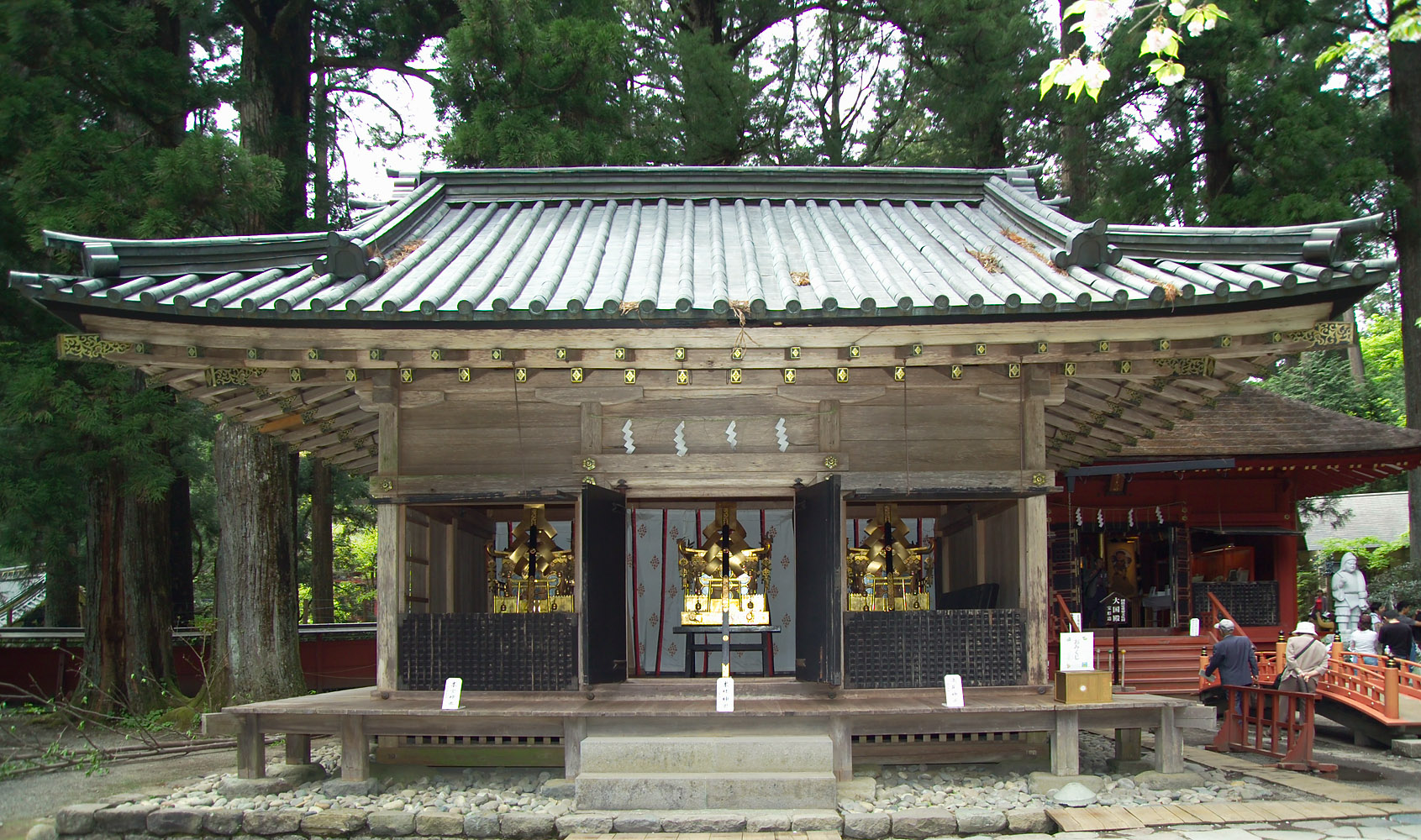
Edificación que contiene los mikoshi.